# 下川合車站
下川合車站（日语：／ Shimo-kawai eki */?）是一由日本東海旅客鐵道（JR東海）所經營的鐵路車站，位於靜岡縣濱松市天龍區佐久間町，是JR東海飯田線沿線的一個無人小站。下川合隸屬於JR東海東海鐵道事業本部的直轄範圍內，並由隔鄰的中部天龍車站管理。

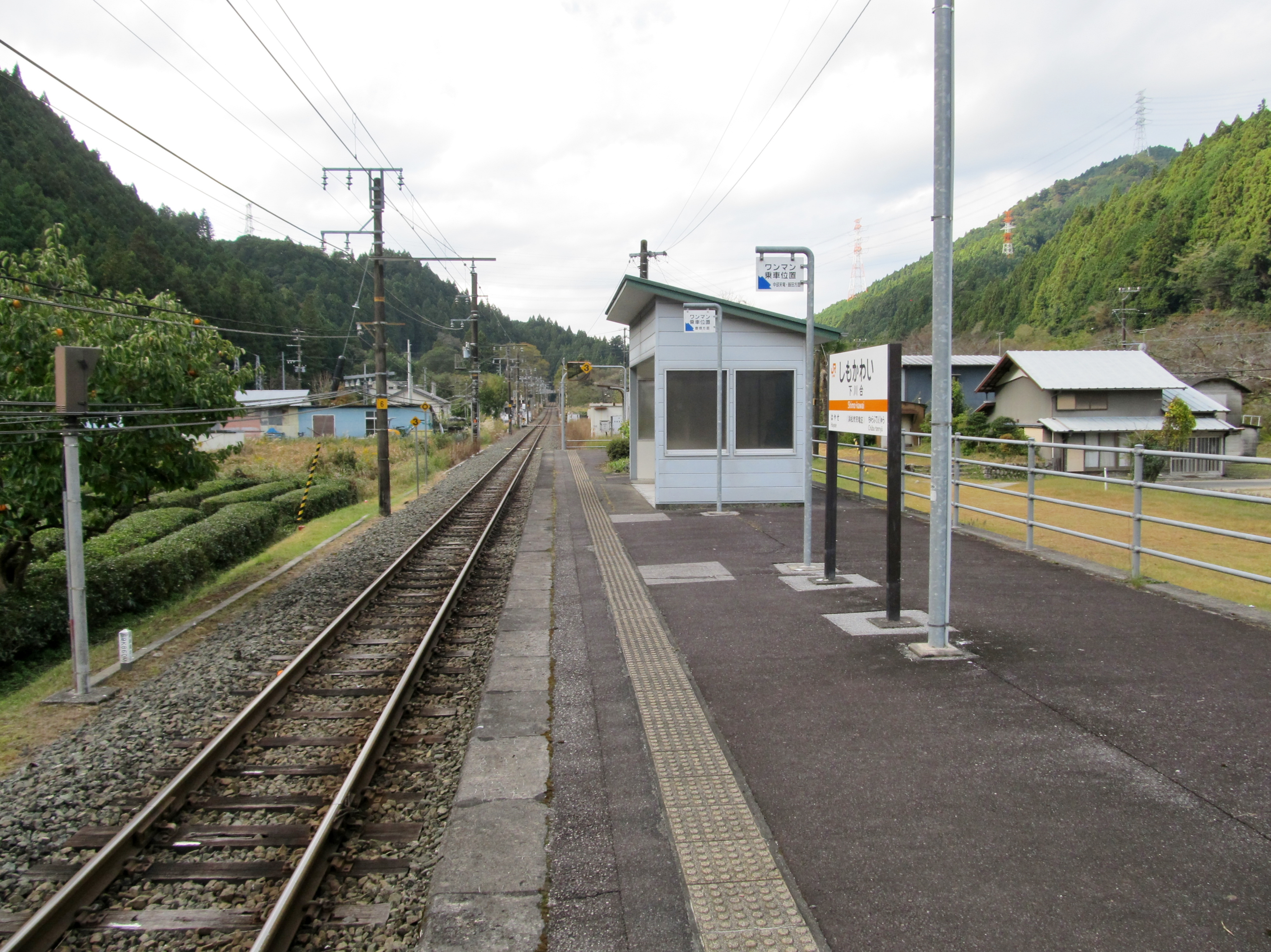
月台(2022年10月)

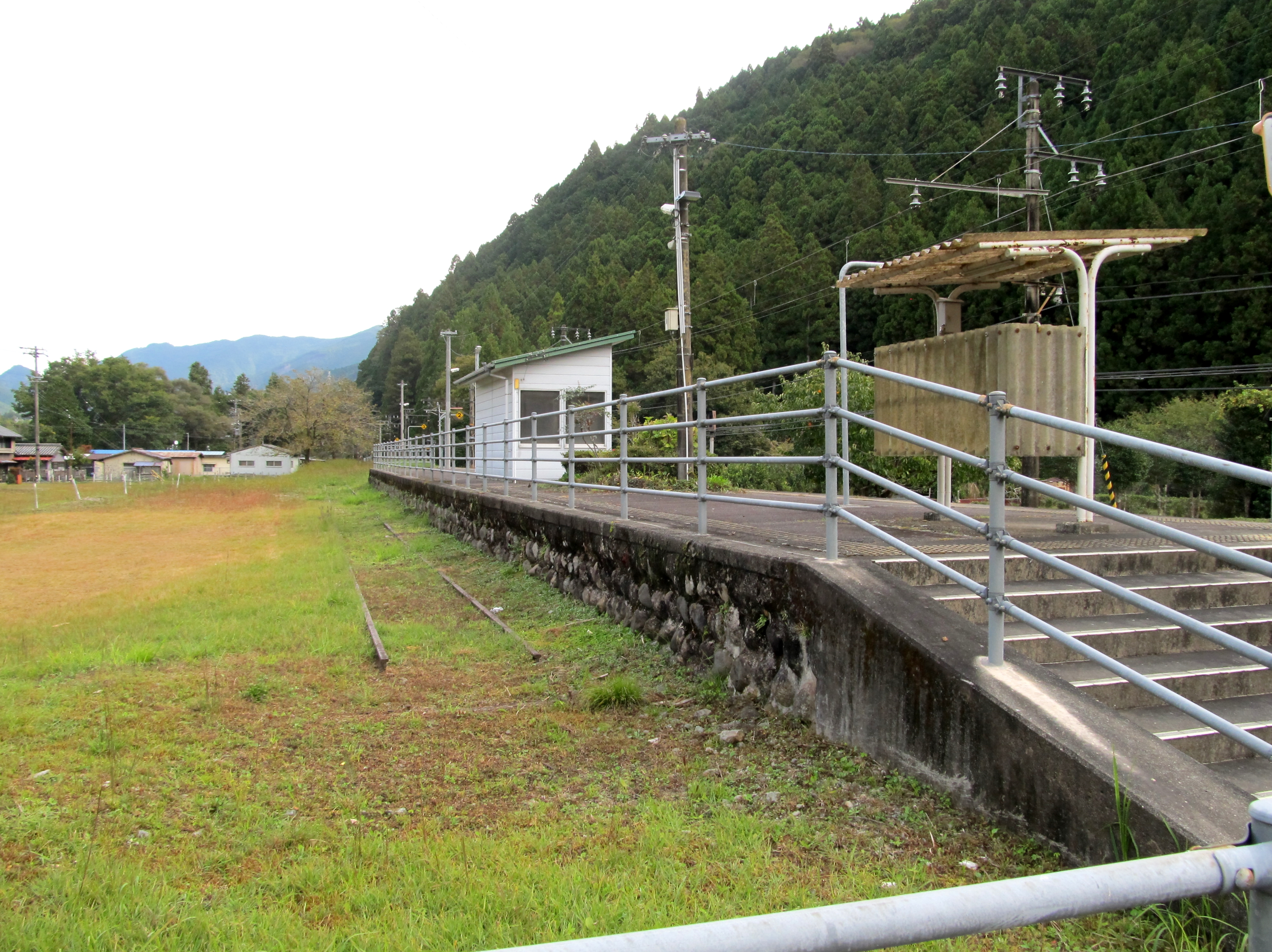
被拆除的軌道痕跡(2022年10月)

## 車站
下川合是一個僅設置單座側式月台、單一乘車線的地面車站。本站在過去曾經是一座島式月台2條乘車線的配置，但後來撤去其中1線。
候車室設置在月台上。

## 相鄰車站
東海旅客鐵道
 飯田線
■快速
通過
■普通
早瀨－下川合－中部天龍